# Ornes
Ornes es una comuna francesa situada en el departamento de Mosa, de la región del Gran Este. 

## Demografía
| 989 | 1 036 | 1 083 | 1 200 | 1 249 | 1 243 | 1 262 | 1 317 | 1 316 | 1 287 | 1 260 | 1 193 | 1 145 | 1 100 | 1 033 | 1 021 | 975 | 913 | 861 | 841 | 718 | 23 | 24 | 29 | 9 | 9 | 11 | 5 | 6 | 2 | 1 | 10 | 6 | 2 | 5 | 6 |
| Para los censos de 1962 a 1999 la población legal corresponde a la población sin duplicidades (Fuente: INSEE [Consultar]) |       |       |       |       |       |       |       |       |       |       |       |       |       |       |       |     |     |     |     |     |    |    |    |   |   |    |   |   |   |   |    |   |   |   |   |

## Historia
Esta comuna está casi deshabitada. Se trata de una de las nueve que resultaron totalmente destruidas en la Primera Guerra Mundial y que no fueron reconstruidas posteriormente. Fue declarada village mort pour la France («villa caída por Francia») tras las hostilidades y se decidió conservarla sin reconstruir para memoria de las generaciones futuras.